# Inostemma discessus
Inostemma discessus is een vliesvleugelig insect uit de familie van de Platygastridae. De wetenschappelijke naam van de soort is voor het eerst geldig gepubliceerd in 1939 door Szelenyi.